# うまなみで。/絶交門
「うまなみで。／絶交門」（うまなみで。/ぜっこうもん）は、仙台貨物のシングル。

## 解説
- 前作から1年ぶりとなるシングルで、前作に続き両A面シングルである。
- 通常盤に加え、CD＋DVD仕様の初回生産限定盤が2種類リリースされた。

## 仕様
- 初回生産限定（VPCC-82627）
  - CD＋DVD（DVD：「うまなみで。」Video Clip）
- 初回生産限定（VPCC-82628）
  - CD＋DVD（DVD：「絶交門」Video Clip）
- 通常盤（VPCC-82266）

## 収録曲
1. うまなみで。
  - 作詞・作曲・編曲：仙台貨物

日本テレビ系「絶対やれるギリシャ神話」テーマソング
2. 絶交門
  - 作詞：千葉　作曲：R.S.S　編曲：仙台貨物

日本テレビ系「汐留☆イベント部」10月度エンディングテーマ